# Urodon (plante)
Genre
Urodon est un genre de plantes à fleurs dicotylédones de la famille des Fabaceae, sous-famille des Faboideae, originaire d'Australie, qui compte deux espèces acceptées.

## Liste d'espèces
Selon The Plant List (25 septembre 2018) :
- Urodon capitatus Turcz.
- Urodon dasyphyllus Turcz.